# جوهر أيوب خان
جوهر أيوب خان (بالأردية: گوہر ایوب خان؛ 15 يناير 1937 - 17 نوفمبر 2023) دبلوماسي، وسياسي من باكستان. ينتمي إلى الرابطة الإسلامية الباكستانية. تولى منصب وزير الخارجية، وعضو الجمعية الوطنية في باكستان.